# Siegfried L. Kratochwil

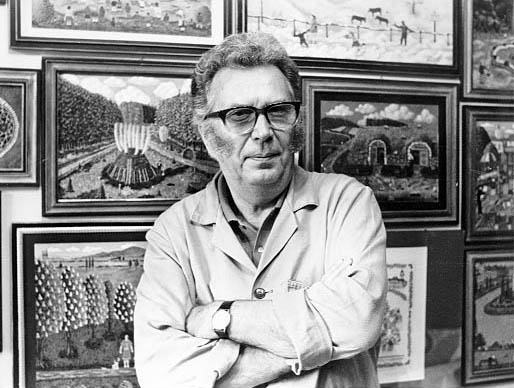
Kratochwil in seinem Atelier 1988

Siegfried Leopold Kratochwil (* 24. März 1916 in Karlstift, Niederösterreich; † 25. Februar 2005) war ein österreichischer Maler und Dichter. Er gilt als einer der bekanntesten österreichischen naiven Maler.

## Leben
Kratochwil wurde 1916 in einer Holzfällersiedlung in Karlstift (Niederösterreich) geboren. Nach dem Besuch einer Berufsschule war er zunächst Mechaniker und Werkzeugmacher. Notgedrungen musste er sich in vielerlei Berufen versuchen. 1939 heiratete er. Die ersten Ehejahre waren infolge des Krieges, der russischen Besatzung Wiens und der wirtschaftlichen Not sehr problematisch. Sein schlechter Gesundheitszustand bewahrte ihn vor dem Militär. Kratochwil musste in einem Rüstungsbetrieb arbeiten.
Kratochwil half seiner 1941 geborenen Tochter beim Zeichnen und Malen – damit begann eine 50 Jahre andauernde malerische Leidenschaft, die sich hauptsächlich auf österreichische Motive der Kultur und Geschichte konzentrierte. Kratochwil befasste sich auch mit Dichten und Radierungen.
Siegfried L. Kratochwil malte mit Vorliebe Wiener Motive und schrieb zu jedem Bild ein Gedicht. Er wurde 2005 in Wien begraben.

## Sammlungen
Werke Kratochwils befinden sich im:

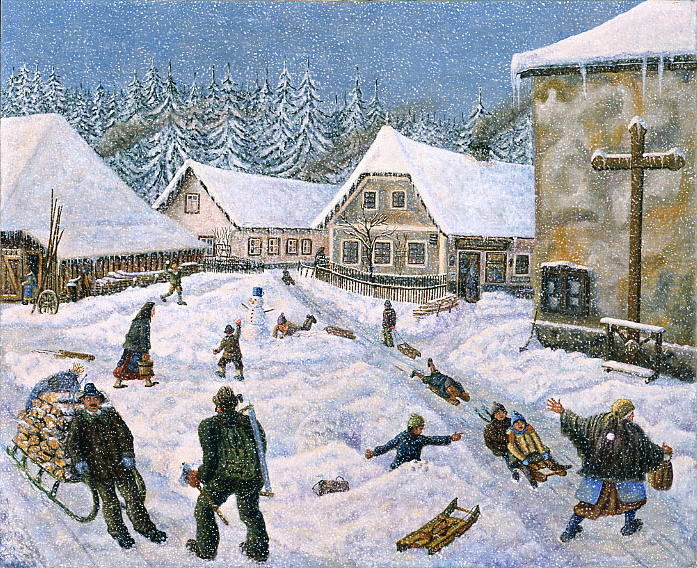
Winter in Karlstift

- Historisches Museum der Stadt Wien, Österreich
- Clemens-Sels-Museum, Neuss, Deutschland
- Vestisches Museum, Recklinghausen, Deutschland
- Museum Europäischer Kulturen, Berlin, Deutschland
- Museum Rade, Hamburg, Deutschland
- Museum Brot und Kunst, Ulm, Deutschland
- Centraal Museum Utrecht, Utrecht, Niederlande
- Museum de Naïve Art L'ile de France, Paris, Frankreich
- Musée international d’art naïf Anatole Jakovsky, Nizza, Frankreich
- Landesmuseum Niederösterreich, Wien, Österreich
- Robert Stolz Museum, Wien, Österreich
- Musée d’Art Naïf – Max Fourny

### Galerie

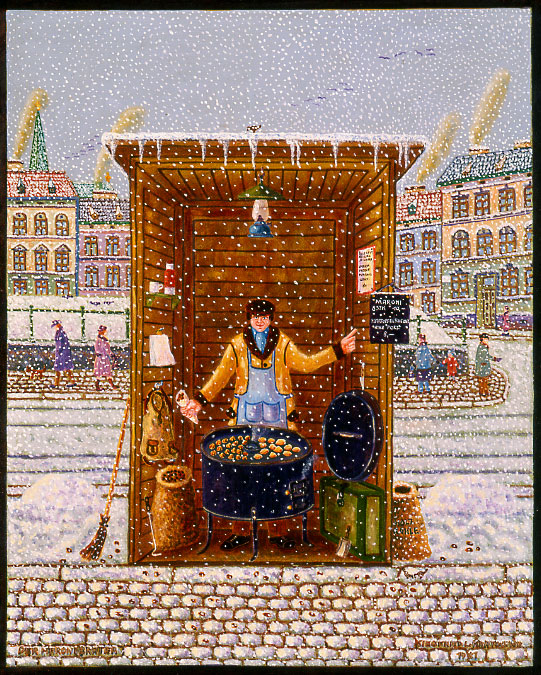
Der Maronibrater, Wien
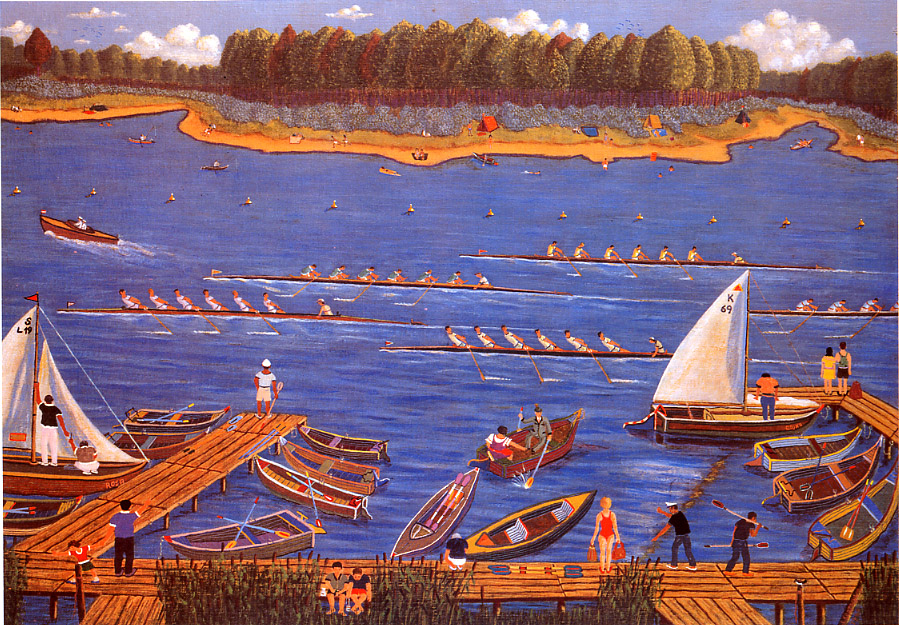
Frankfurt, Deutschland
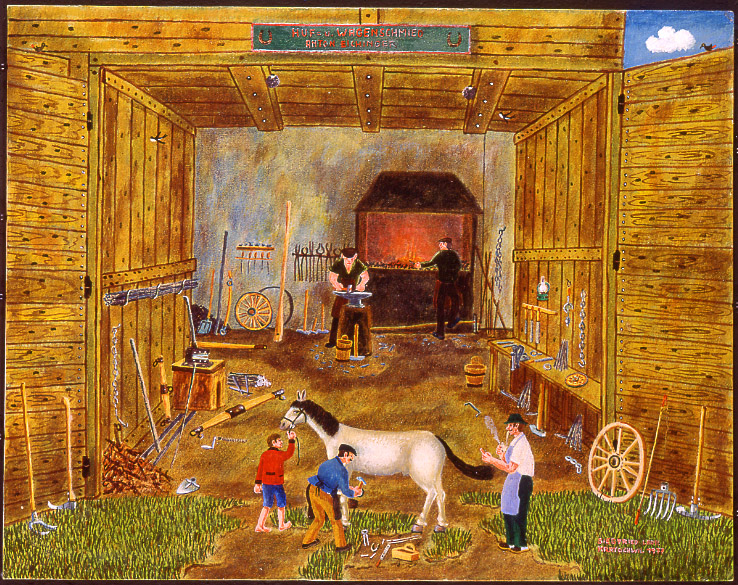
Der Pferdeschmied, Karlstift, Niederösterreich
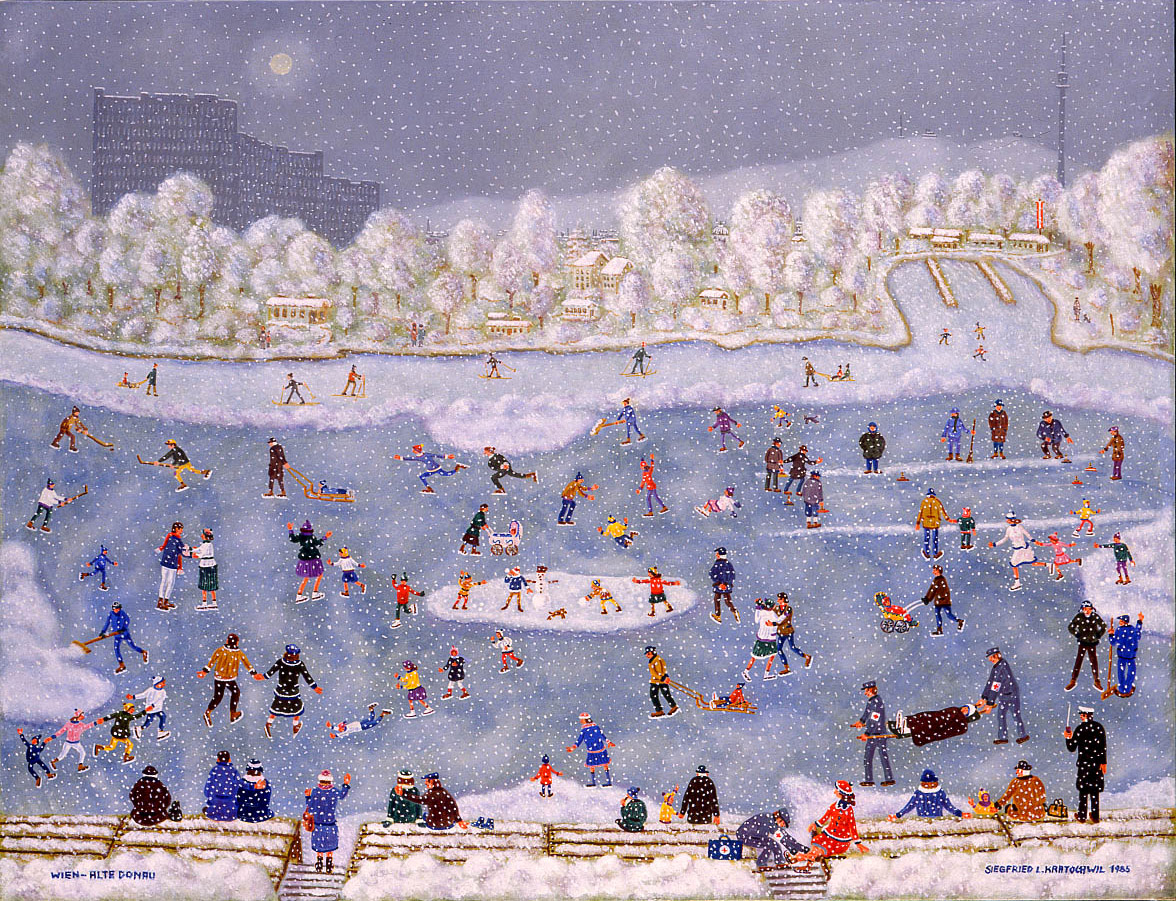
Wien Alte-Donau, Wien
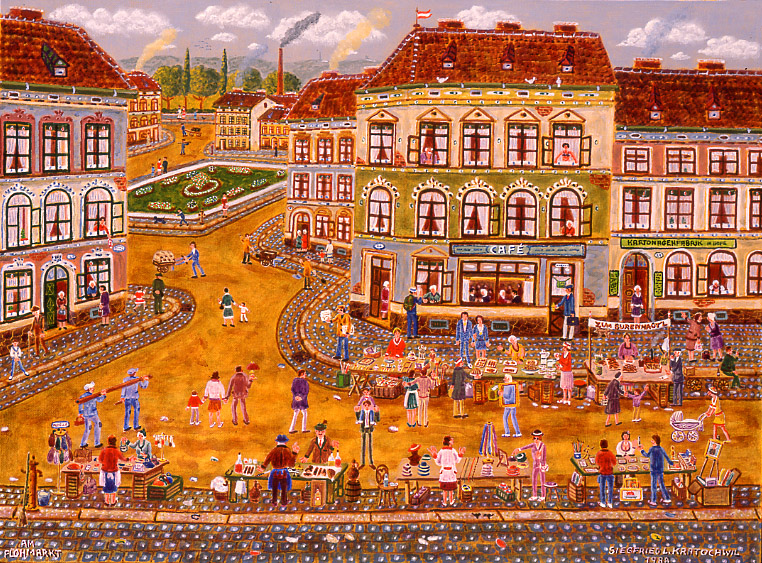
Am Flohmarkt, Wien
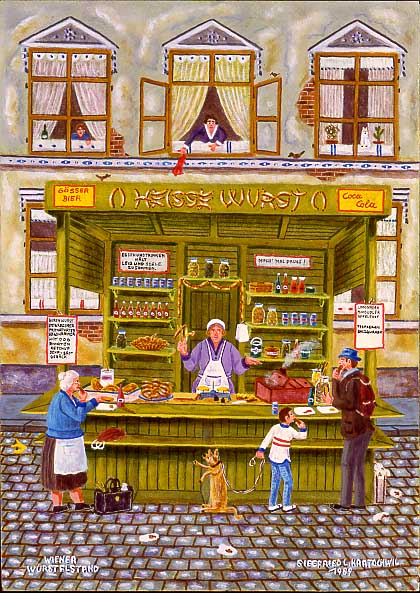
Der Würstelstand, Wien
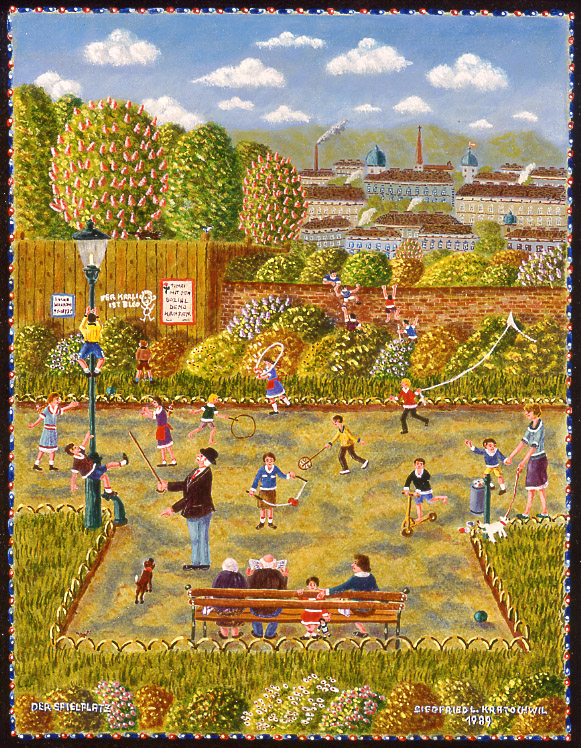
Der Spielplatz, Wien